# Planierraupenausstellung
Die Planierraupenausstellung / Bulldozer-Ausstellung (russ. Бульдозерная выставка) war eine der bekanntesten und wichtigsten öffentlichen Aktionen der inoffiziellen Kunst in der UdSSR.
Von Moskauer und Leningrader Avantgardekünstlern organisiert, fand sie am 15. September 1974 im Moskauer Randgebiet Beljajewo, an der Kreuzung der Profsojusnaja- und Ostrowitjanowstraße statt.
An der Ausstellung nahmen Künstler teil, die die offizielle Doktrin des Sozialistischen Realismus missachteten.
Initiatoren waren der Kunstsammler Alexander Gleser und Moskauer und Leningrader Maler: Oskar Rabin und sein Sohn Alexander, Youri Jarki (Jarkikh), Walentin Worobjow, Witalij Komar, Alexander Melamid, Lidja Mastjerkowa, Wladimir Njemuchin, Jewgenij Ruchin, Wassilij Sitnikow, Igor Cholin, Boruch Schtejnberg und Nadjeschda Elskaja. Später schlossen sich noch weitere Maler an.
Die Bilder wurden auf provisorischen Staffeleien aus Abfallholz aufgestellt. Neben dem Moskauer Publikum erschienen auch Journalisten westlicher Nachrichtenagenturen.
Die Behörden reagierten gewaltsam: Innerhalb einer halben Stunde erschienen hundert Milizionäre in Zivilkleidung, drei Planierraupen und ein Wasserwerfer. Es wurde eine spontane Protestaktion einer Gruppe empörter Arbeiter inszeniert, die gegen die illegale Ausstellung auftraten. Die Angreifer zerstörten die Bilder und verprügelten Teilnehmer, Besucher und Journalisten. Viele wurden festgenommen.
Nachdem über die Zerstörung der Ausstellung Nachrichten in der Weltpresse erschienen, waren die Behörden zu Zugeständnissen gezwungen und erlaubten eine ähnliche Ausstellung zwei Wochen später am 29. September 1974 in Ismailowo. Die Ausstellung dauerte vier Stunden und wurde von etwa 1500 Menschen besucht. In den ausländischen Medien wurde diese Ausstellung als „ein halber Tag Freiheit“ bezeichnet.
Die Planierraupenausstellung gilt als die wichtigste Darbietung russischer Avantgardekunst seit 1962, als Nikita Sergejewitsch Chruschtschow die Ausstellung „Neue Realität“ in der Moskauer Manege schließen ließ.
Der Sozialistische Realismus als offizielle Doktrin dominierte die sowjetische Kunst bis zur Auflösung der Sowjetunion im Jahre 1991.
Koordinaten: 55° 38′ 3,6″ N, 37° 31′ 13,5″ O